# Redding (Connecticut)
Redding é uma vila no Condado de Fairfield, Connecticut, Estados Unidos. Segundo o censo de 2000, a população era 8 270. Mark Twain viveu em Redding de 1908 até à sua morte em 1910.